# Sumengko (Sukomoro)
Sumengko is een bestuurslaag in het regentschap Nganjuk van de provincie Oost-Java, Indonesië. Sumengko telt 6105 inwoners (volkstelling 2010).